# Guthi Parsauni
Guthi Parsauni – gaun wikas samiti w zachodniej części Nepalu w strefie Lumbini w dystrykcie Nawalparasi. Według nepalskiego spisu powszechnego z 2001 roku liczył on 984 gospodarstw domowych i 6563 mieszkańców (3153 kobiet i 3410 mężczyzn).